# ネフロマイセス
ネフロマイセスはアピコンプレックス門に属する単細胞生物で、フクロボヤ科(Molgulidae)のホヤの共生体である。

## 形態
ネフロマイセスは生活環の中で多様な形態を取る。
- 直径5µmほどのアメーバ様細胞
- 50µmほどに伸びたアメーバ様細胞
- 15-500µmほどの液胞のない菌糸状細胞
- 125µmほどの長さの大きな液胞を備えた菌糸状細胞
- 直径20µmほどの花弁状の胞子嚢
- 胞子嚢から放出される鞭毛を2本持つ3-4µmほどの遊走子
- 厚い細胞壁を持ちヒトの赤血球のような形の（ただし直径3µmと小さい）細胞

ネフロマイセスの細胞内には共生バクテリアが存在している

## 生態
フクロボヤ科のホヤには腎嚢(renal sac)という機能不明の器官があり、そこに共生している。腎嚢は尿酸やシュウ酸カルシウムを豊富に含んでおり、ネフロマイセスは尿酸を炭素源・窒素源としているようである。
自然界では100%共生しており、したがって双利的共生関係だと考えられる。しかし濾過海水中で孵化・生育させることでネフロマイセスが存在しない宿主を得ることができ、これを使ってネフロマイセスの生活環の研究が行われた。

## 分類
ネフロマイセスの分類学的位置は長らく不詳で、たとえばツボカビなどの原始的な菌類と考えられてきた。分子系統解析によりアピコンプレックス門のうちマラリア原虫やピロプラズマに近縁であることが示された。
ジアールはツボカビだと考えて宿主に応じて3種を記載している。
- Nephromyces molgularum Giard, 1888
- Nephromyces rosocovitanus Giard, 1888
- Nephromyces sorokini Giard, 1888